# St. Johannes der Täufer (Domnitz)

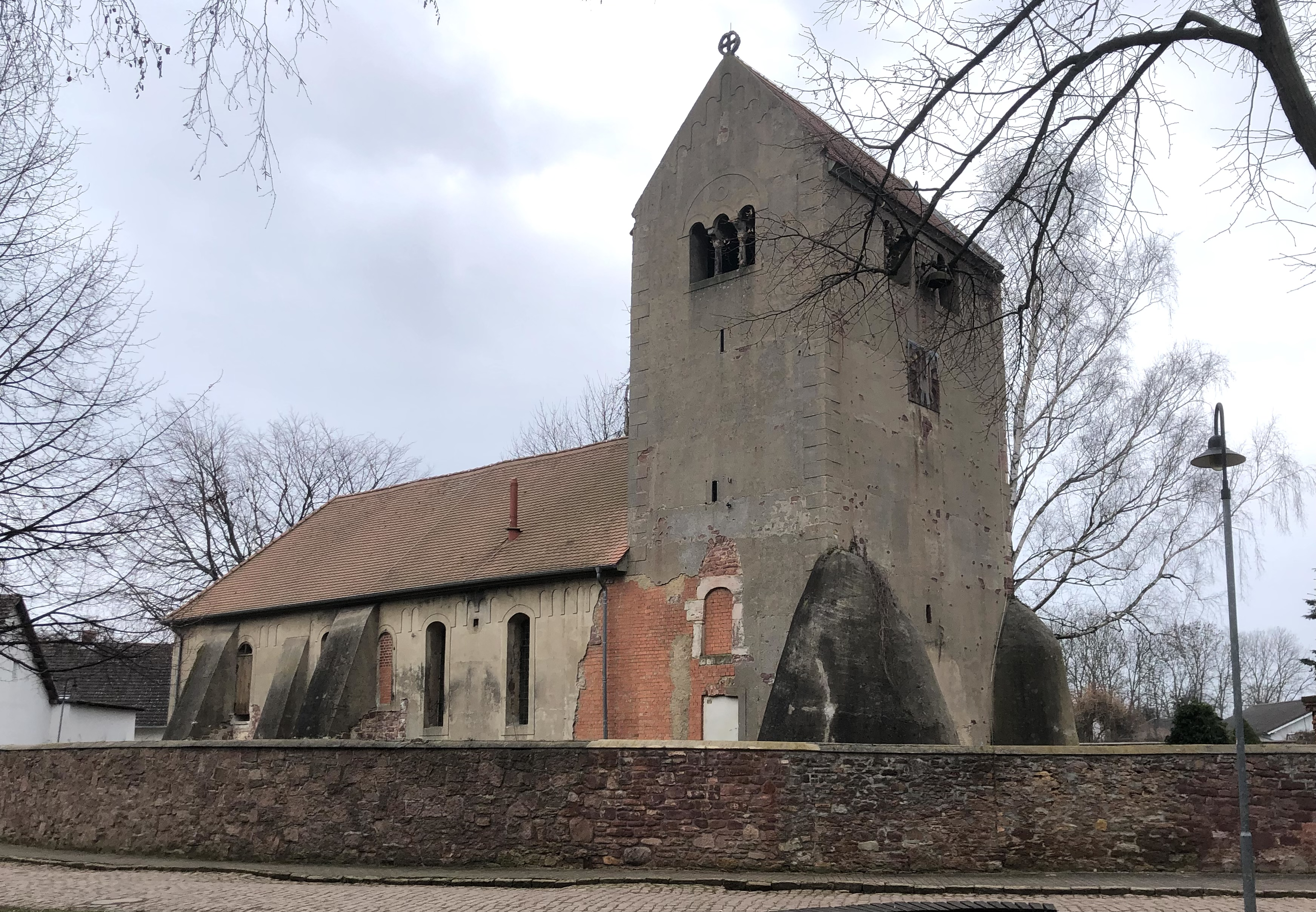
St. Johannes der Täufer, 2023

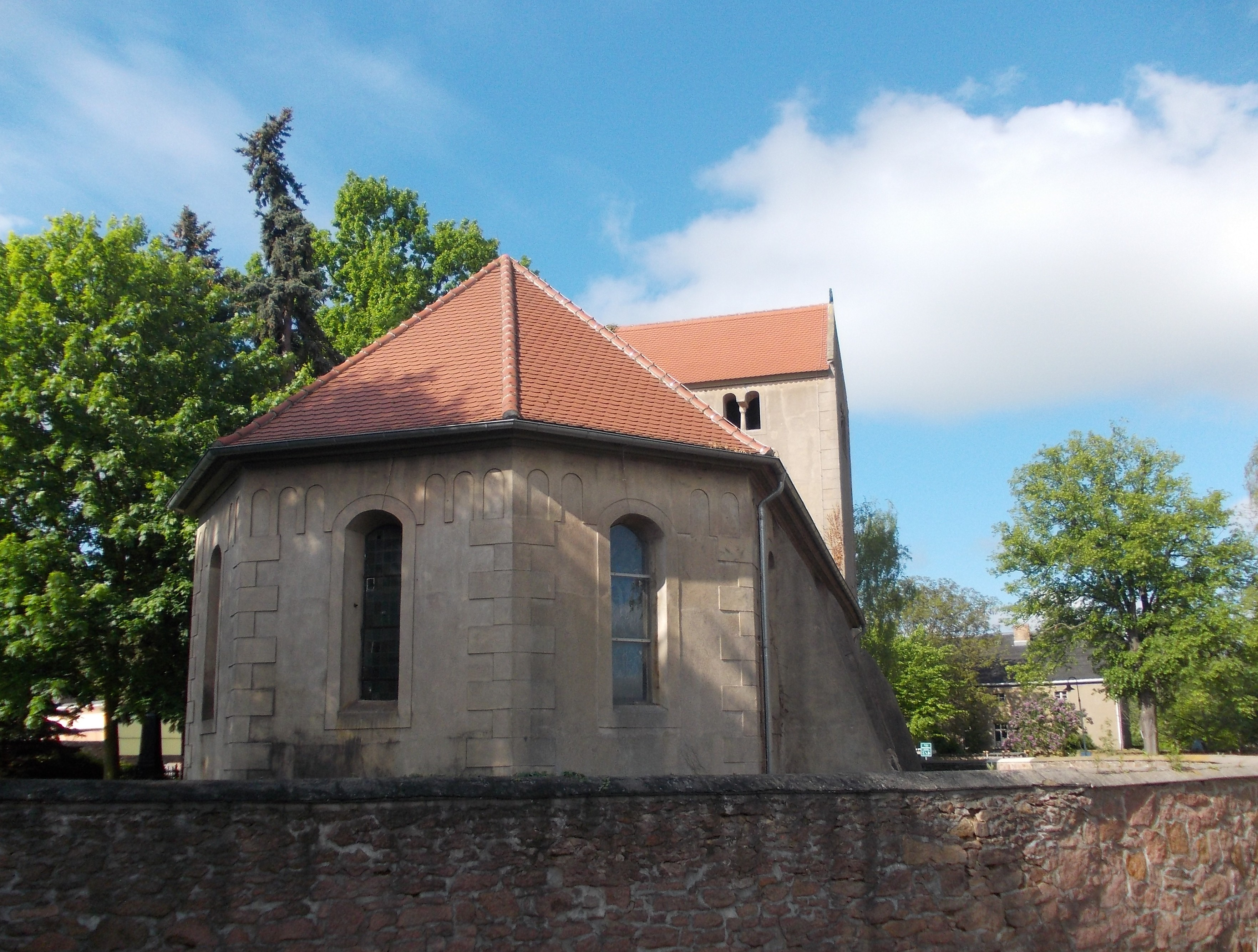
Blick von Nordosten, 2014

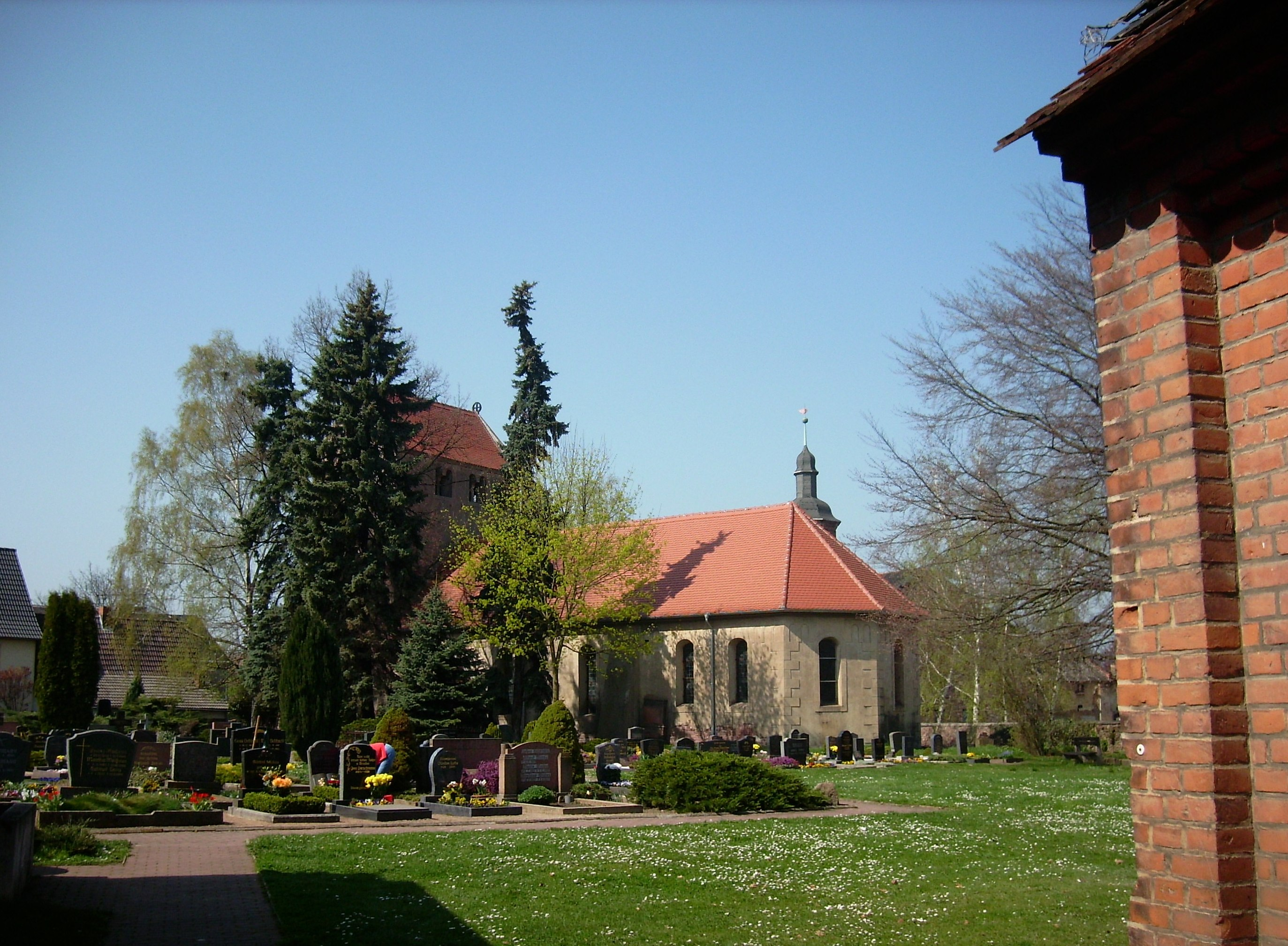
Blick von Südosten, 2009

St. Johannes der Täufer ist eine denkmalgeschützte evangelische Kirche in Domnitz in Wettin-Löbejün in Sachsen-Anhalt. Die Kirchengemeinde Domnitz gehört zum Kirchengemeindeverband Wettin im Kirchenkreis Halle-Saalkreis der Evangelischen Kirche in Mitteldeutschland.

## Lage
Die Kirche befindet sich im Ortszentrum von Domnitz südlich der Mittelstraße an der Adresse Mittelstraße 13. Nordwestlich der Kirche liegt der Bauernstein Domnitz. Südlich der Kirche befindet sich der Friedhof.

## Geschichte
Die einschiffige Kirche ist aus Porphyr errichtet. Das Kirchenschiff geht vermutlich bis auf die Romanik zurück. Westlich befindet sich ein querrechteckiger Turm, der in der zweiten Hälfte des 12. Jahrhunderts entstand. Er ist auf dem Ostgiebel mit einem von einem Kreis umgebenen Giebelkreuz bekrönt, die Schallarkaden sind Säulen mit Würfelkapitellen eingefügt. An den kurzen Seiten besteht jeweils ein dreiteiliges, auf den Langseiten jeweils zwei dreiteilige Fenster im Stil der Romanik. Im Saalkreis besteht keine weitere Fensteraufteilung in dieser Form. An der Westseite des Turms befinden sich Stützpfeiler mit integrierter Sakramentsnische. Auf der Ostseite des Schiffs besteht ein dreiseitiger Abschluss.
1684 erfolgte ein Umbau. Dabei wurde durch die Stadt Halle (Saale) das Kirchenschiff verlängert. Zugleich schenkte der Rat der Stadt Halle einen Altar, der sich zuvor in der Moritzkirche befand. Im 19. Jahrhundert wurden Stützpfeiler und der Anbau am südlichen Portal vorgenommen. Auch wurde 1864 das Schiff erhöht und neu bedeckt. 1903 erhielt die Kirche außen Bogenverzierungen.
Im Inneren wird die Kirche von einer im 19. Jahrhundert eingefügten verputzten Muldendecke überspannt. Die im Schiff vorhandene Hufeisenempore mit Schnitzdekor an den Stützen wurde nach einer Inschrift 1684 eingebaut. Auch sie gehen auf eine Zuwendung der Stadthalle zurück. Das Wappen der Stadt Halle findet sich an den Stützbalken. Der Kanzelaltar stammt aus der Mitte des 18. Jahrhunderts. Bemerkenswert ist eine aus Sandstein in der Zeit um 1730 gefertigte Taufe. Ihr Umriss ist geschweift, es bestehen Verzierungen aus Akanthus und Eckvoluten.
Im Chor sind Taufe Christi und Abendmahl als 1886 gefertigte Farbfenster dargestellt. Die heutige Rühlmann-Orgel besteht seit 1892; ein 1698/1699 erwähnter Calcant verweist auf das Vorhandensein einer Orgel bereits in früherer Zeit. Im Ersten Weltkrieg wurden die Pfeifen eingeschmolzen und vom Hersteller durch Pfeifen aus Zink ersetzt. Ein elektrischer Winderzeuger wurde in den 1960er Jahren eingebaut.
Im Jahr 1842 war das Kircheninnere grau gestrichen worden, bereits 1864 erfolgte eine Erneuerung. 1894 erhielten die Emporen einen braunen Anstrich.
Die älteste Glocke geht vermutlich auf das 13. Jahrhundert zurück. Sie ist mit einem Durchmesser von 96 Zentimetern die mittlere Glocke des Geläuts und mit einem die Jungfrau Maria mit dem Kind zeigenden Medaillon verziert. Eine ursprünglich 1731 durch Bachmann gegossene kleine Glocke wurde 1886 durch eine neu ersetzt. Die größte Glocke hat einen Durchmesser von 116 Zentimetern und trägt die Majuskel-Inschrift Sit tempestatum per me omne genus fugatum.
Im Denkmalverzeichnis des Landes Sachsen-Anhalt ist die Kirche unter der Erfassungsnummer 094 55105 als Baudenkmal verzeichnet.